# Malangsfjord
Der Malangsfjord oder auch Malangen (nordsamisch Málatvuotna, kvenisch Malankivuono) ist ein Fjord südlich der Stadt Tromsø in der Provinz Troms in Nord-Norge, Norwegen. Er liegt auf dem Gebiet der Gemeinden Tromsø im Norden und Senja, Målselv und Balsfjord im Süden.

## Der Fjord
Der bis zu 6 km breite Fjord erstreckt sich über eine Länge von rund 60 km von seinem Eingang im Nordwesten zwischen den kleinen, Senja bzw. Kvaløya vorgelagerten Inseln Hekkinga im Süden und Edøya im Norden bis zu der Siedlung Nordfjordbotn am südöstlichen Ende seines Ausläufers Nordfjord. Im Nordwesten trennt er die großen Inseln Senja im Süden und Kvaløya im Norden voneinander und ist streng genommen noch kein Fjord, sondern ein Sund. Dann zweigen der Straumsfjord nach Nordosten (zwischen Kvaløya und dem Festland) und der Gisund nach Südwesten (zwischen Senja und dem Festland) von ihm ab, durch die die südliche Schifffahrtsroute nach Tromsø verläuft.

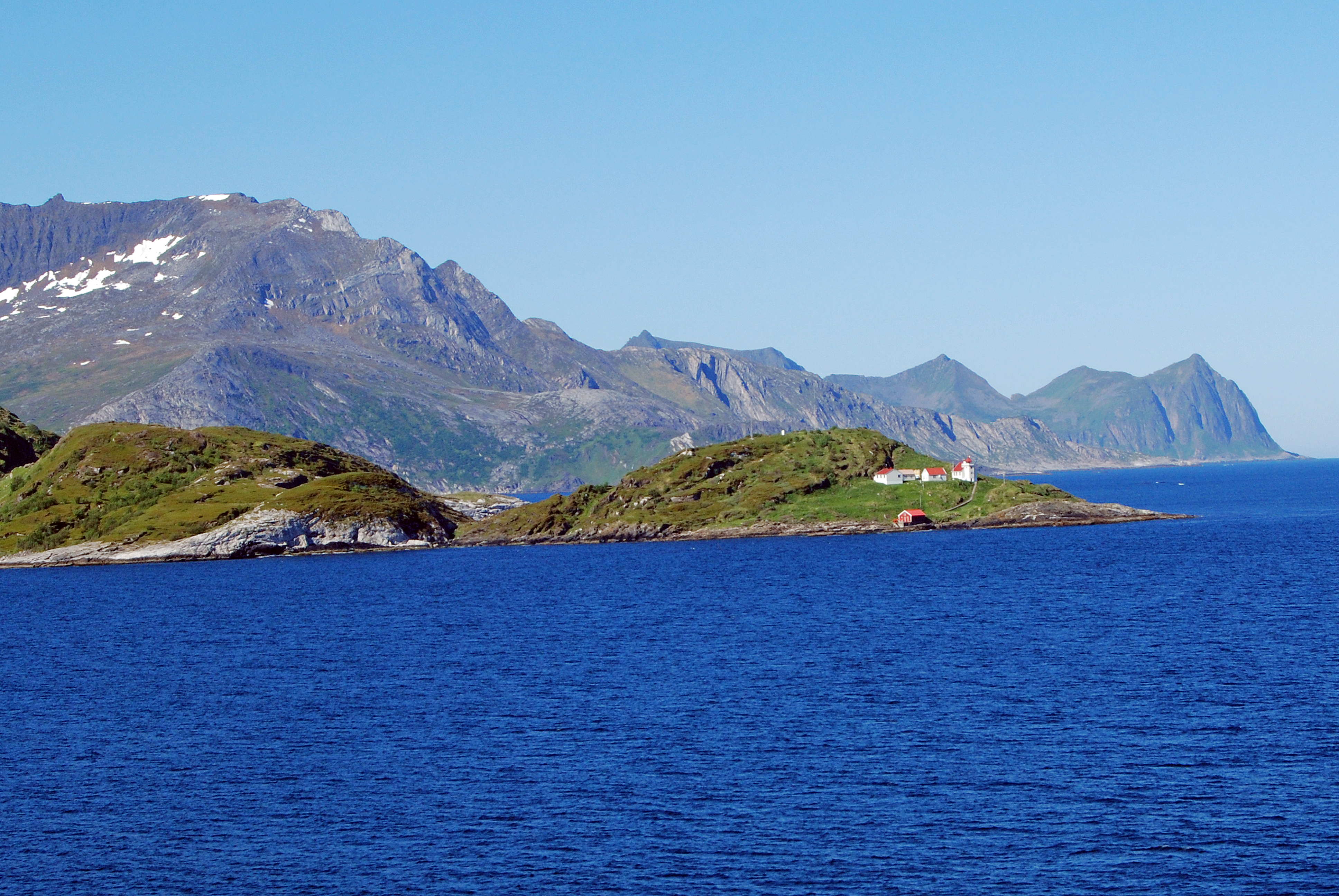
Das Hekkingen Leuchtfeuer auf Hekkinga am Eingang zum Malangsfjord

Der Malangsford schneidet dann in südöstlicher Richtung tief in das norwegische Festland ein. Dabei zweigt erst der langgestreckte, schmale Rossfjord nach Süden ab, kurz danach mündet von Nordosten der Sandelva zwischen Mortenhals und Sand in den Fjord, danach zweigen wiederum südlich erst der Målselvfjord (an dessen Ende der Fluss Målselva einmündet) und zuletzt der Aursfjord ab. Der Malangen selbst geht schließlich über in den Nordfjord und endet bei Nordfjordbotn auf dem Gebiet der Gemeinde Balsfjord.

## Inseln
Inseln im Fjord sind Forøya und Spilderøya im eigentlichen Malangsfjord sowie Mesterøya und Hjertøya im südlichsten Teil des Nordfjords, dem Nordfjordbotn.

## Malangstief
Die Fortsetzung des Malangsfjords im Nordmeer ist das bis zu 450 m tiefe Malangstief (norw. Malangsdypet), eine Untiefe nördlich von Senja zwischen dem Malangsgrund und dem Sveinsgrund.

## Siedlungen
Die schmalen Streifen Land entlang den Küsten unterhalb der steil aufragenden Berge sind insbesondere an der Südseite von Kvaløya, der Nordwestküste des inneren Malangen und entlang dem Rossfjord, dem Målselvfjord und dem Nordfjord besiedelt. Größere Siedlungen befinden sich am Fjordeingang mit Sommarøy und Brensholmen im äußersten Südwesten von Kvaløya und Laukvik an der Nordspitze von Senja sowie im Fjordinneren mit Tennskjær, Mortenhals und Sand (am Malangen selbst), Rossfjord und Rossfjordstraumen (am Rossfjord), Målsnes (am Målselvfjord), Aursfjordbotn (am Aursfjord) und Nordby, Mestervik und Nordfjordbotn (am Nordfjord).
Geschichtliche Bedeutung hat der Malangsfjord, da er im Mittelalter die ungefähre Nordgrenze des Getreideanbaus und damit auch norwegischer Besiedlung darstellte, jenseits derer sich das Gebiet der Samen erstreckte.

## Verkehr
Entlang den Fjordufern verlaufen nahezu überall ausgebaute Straßen. Nur der Rossfjord wird an seiner engsten Stelle bei Rossfjordstraumen von einer etwa 30 m langen Brücke überspannt. Eine Fähre überquert den Malangsfjord im Nordwesten in der Nähe seines Eingangs zwischen Brensholmen auf Kvaløya und Botnhamn auf Senja.
Die Küstenschifffahrtsroute von Harstad nach Tromsø, auf der auch die Hurtigruten verkehrt, verläuft aus dem Gisund im Südwesten kommend etwa 15 Kilometer in Richtung Ostnordosten durch den Maslangsfjord und tritt dann in den Straumsfjord ein.

## Etymologie
Die Bezeichnung Malangen ist abgeleitet von den altnordischen Worten málr (= Sack, auf die breite Form des Fjords anspielend) und angr (= Fjord).